# Varstveno odvisna vrsta
Varstveno odvisna vrsta (angleško Conservation Dependent, okrajšava LR/cd) je opuščena kategorija Rdečega seznama Svetovne zveze za varstvo narave (IUCN), v katero so bile uvrščene živeče vrste ali nižji taksoni, katerih ugodno ohranitveno stanje je odvisno od aktivnega varstva, sicer bi jim grozilo izumrtje, oz. bi bila velika verjetnost, da bi jih bilo v roku petih let potrebno uvrstiti v katero od kategorij ogroženosti (CR, EN ali VU).
Kategorija je bila del različice 2.3 Kategorij in kriterijev iz leta 1994 in se ne uporablja več, kljub temu pa je še vedno v Rdečem seznamu, saj so vanjo uvrščene vrste, katerih status od leta 2001, ko so sprejeli različico 3.1, še ni bil ponovno ocenjen. Vrste, ki za vzdrževanje ugodnega ohranitvenega stanja potrebujejo aktivno varstvo, od leta uvrščajo v kategorijo Potencialno ogrožena vrsta (NT).
Kot varstveno odvisne vrste sta po seznamu iz leta 2007 klasificirana še 402 taksona, od tega 148 živalskih in 254 rastlinskih. 148 živalskih taksonov vključuje 110 vrst, 33 podvrst (vse sesalske), 4 populacije in eno raso (severnopacifiška rasa sinjega kita). Rastlinski taksoni vključujejo 238 vrst, 10 podvrst in 6 varietet. Med živalmi v tej kategoriji je največ sesalcev, med rastlinami pa največ dvokaličnic. Med varstveno odvisnimi živalmi sta na primer orka in žirafa.
Le za sesalce iz kategorije je poznan tudi trend spreminjanja številčnosti. Med vrstami narašča samo populacija kita vrste Eubalaena australis, populacija 14 vrst je stabilna, populacija nadaljnjih 19 vrst pa upada.

## EPBC (Avstralija)
Kategorija »Varstveno odvisna vrsta« je še vedno definirana po avstralskem Zakonu o varstvu narave in ohranjanju biodiverzitete (Environment Protection and Biodiversity Conservation Act, kratica EPBC) iz leta 1999, ki določa podobne kategorije kot IUCN, vendar varstveno odvisne vrste v njej nimajo posebne zakonske zaščite. Leta 2006 sta bili v to kategorijo uvrščeni le ena rastlinska vrsta in ena živalska podvrsta.